# Уил и Грейс
„Уил и Грейс“ (на английски: Will & Grace) e американски сериал, който се разказва за приятелството между Уил – адвокат-гей и Грейс – интериорен дизайнер-хетеросексуална. Сериалът популяризира съвместното съжителство и толерантността, както и човешките отношения извън сексуалността. Изключително популярен, с лек хумор, „Уил и Грейс“ се превръща в хит, както в Америка, така и в Европа.
Ситкомът е считан за основен фактор в подпомагането и подобряването на общественото мнение за ЛГБТ общността. През 2012 г. вицепрезидентът Джо Байдън коментира как сериалът „навярно е направил много повече да образова американския народ“ относно ЛГБТ хората „отколкото всичко друго, правено досега“.
През януари 2017 г. NBC потвърждава завръщането на „Уил и Грейс“ за девети сезон, състоящ се от 9 епизода, за телевизионния сезон през 2017 – 18 г. Предвиденият брой епизоди се увеличава на 12 на 5 април 2017 г., а по-късно достига 16. Премиерата на девети сезон се състои на 28 септември 2017 г. На 25 юли 2019 г. е обявено, че единайсетият сезон ще бъде последен. Премиерата му е на 24 октомври 2019 г., а последният епизод е излъчен на 23 април 2020 г.

## Главни герои

### Уил Труман
Уил Труман (роден на 23 октомври 1966 г.) е успешен адвокат, който е гей. Той живее в Ню Йорк, заедно с някогашната си годеница Грейс Адлър. Уил е домоуправител на блока и много често се налага да дава съвети на приятелката си. Въпреки своя саркастичен характер, Уил е добър и верен приятел.

### Грейс Адлър
Грейс Адлър (родена на 26 април 1967 г.) е хетеросексуална вътрешна дизайнерка, която живее заедно с Уил Труман. Двамата са близки приятели от гимназията. Грейс не обича да слуша съветите на Уил, но въпреки това се нуждае от неговата морална подкрепа. Грейс е работохоличка.

### Джак Макфарлънд
Джак е вторият гей в сериала, дългогодишен приятел на Уил и много обича да пазарува, но най-харесва да получава подаръци. Има син на име Елиът.

### Карън Уокър
Карън е секретарката на Грейс и е пълната противоположност на шефката си. Тя често се държи като сноб. Карън работи за Грейс, въпреки своето богатство. Тя има съпруг на име Стан, за когото не говори хубави неща, но всъщност го обича.

## Награди и номинации

### Еми
Награди (16)
1999
- Най-добър комедиен сериал
- Най-добър поддържащ актьор – Шон Хейс (Джак Макфарланд)
- Най-добра поддържаща актриса – Меган Мълали (Карън Уокър)

2000
- Най-добра сценография – Lows In The Mid-Eighties
- Най-добро операторско майсторство – Sons And Lovers
- Най-добър актьор – Ерик Маккормак (Уил Труман)

2001
- Най-добра сценография – Cheatin' Trouble Blues
- Най-добро операторско майсторство – A Chorus Lie

2002
- Най-добро сценография – 24
- Най-добро операторско майсторство – Sex, Losers & Videotape
- Най-добър гостуващ актьор – Джийн Уайлдър (Мистър Стайн) – Boardroom and a Parked Place
- Най-добра актриса – Дебра Месинг (Грейс Адлър)

2004
- Най-добео операторско майсторство – Friends With Benefits
- Най-добър гостуващ актьор – Боби Канавале (Винс Д’Анджело)

2005
- Най-добър гостуващ актьор – Лесли Джордън (Бевърли Лесли)
- Най-добра поддържаща актриса – Меган Мълали (Карън Уокър)

Номинации (66)
1998
- Най-добра режисура – Pilot

1999
- Най-добра сценография – Ben? Her?
- Най-добър кастинг
- Най-добро операторско майсторство – Acting Out
- Най-добра режисура – Homo For The Holidays
- Най-добра гостуваща актриса – Деби Рейнълдс (Боби Адлър)
- Най-добър актьор – Ерик Маккормак (Уил Труман)
- Най-добра актриса – Дебра Месинг (Грейс Адлър)
- Най-добър монтаж – Ben? Her?

2000
- Най-добър кастинг
- Най-добър комедиен сериал
- Най-добри костюми – Lows In The Mid-Eighties
- Най-добра режисура – Lows In The Mid-Eighties
- Най-добра актриса – Дебра Месинг (Грейс Адлър)
- Най-добър монтаж – Lows In The Mid-Eighties
- Най-добър поддържащ актьор – Шон Хейс (Джак Макфарланд)
- Най-добра поддържаща актриса – Меган Мълали (Карън Уокър)
- Най-добър сценарий – Lows In The Mid-Eighties

2001
- Най-добър кастинг
- Най-добър комедиен сериал
- Най-добри костюми – Moveable Feast
- Най-добра режисура – A Chorus Lie
- Най-добър гостуващ актьор – Майкъл Дъглас (Детектив Гавин Хатч) – Fagel Attraction (22)
- Най-добра гостуваща актриса – Глен Клоуз (Фани Лийбър) – Hocus Focus
- Най-добра актриса – Дебра Месинг (Грейс Адлър)
- Най-добър монтаж – A Chorus Lie
- Най-добър монтаж – Fagel Attraction
- Най-добър поддържащ актьор – Шон Хейс (Джак Макфарланд)
- Най-добра поддържаща актриса – Меган Мълали (Карън Уокър)

2002
- Най-добър кастинг
- Най-добър комедиен сериал
- Най-добра режисура – 24
- Най-добър актьор – Ерик Маккормак (Уил Труман)
- Най-добър монтаж – Marry Me A Little, Marry Me A Little More
- Най-добър звук – Bacon And Eggs
- Най-добър поддържащ актьор – Шон Хейс (Джак Макфарланд)
- Най-добра поддържаща актриса – Меган Мълали (Карън Уокър)

2003
- Най-добра сценография – I Do и Oh, No, You Di-in't
- Най-добро операторско майсторство – Ice Cream Balls
- Най-добър комедиен сериал
- Най-добър гостуващ актьор – Джон Клийз (Лайл Финстър)
- Най-добра гостуваща актриса – Айлийн Бренан (Зандра)
- Най-добър монтаж – Last Ex To Brooklyn
- Най-добър звук – Courting Disaster
- Най-добър поддържащ актьор – Шон Хейс (Джак Макфарланд)
- Най-добър поддържаща актриса – Меган Мълали (Карън Уокър)

2004
- Най-добра сценография – The Birds and the Bees
- Най-добър кастинг
- Най-добър комедиен сериал
- Най-добра режисура – It's a Dad, Dad, Dad, Dad World
- Най-добър гостуващ актьор – Алек Болдуин (Малкълм)
- Най-добър гостуващ актьор – Виктор Гарбър (Питър Бовингтън) – Saving Grace, Again: Part 2
- Най-добър гостуващ актьор – Джеф Голдблум (Скот Уули)
- Най-добра гостуваща актриса – Блайт Данър (Мерилин Труман)
- Най-добър актьор – Ерик Маккормак (Уил Труман)
- Най-добър монтаж – The Newlydreads
- Най-добър звук – Friends With Benefits и Kiss and Tell
- Най-добър поддържащ актьор – Шон Хейс (Джак Макфарланд)
- Най-добра поддържаща актриса – Меган Мълали (Карън Уокър)

2005
- Най-добра сценография – I Love L. Gay
- Най-добър гостуващ актьор – Алек Болдуин (Малкълм)
- Най-добра гостуваща актриса – Блайт Данър (Мерилин Труман)
- Най-добри прически – The Finale
- Най-добър грим – The Finale
- Най-добър монтаж – The Finale
- Най-добър поддържащ актьор – Шон Хейс (Джак Макфарланд)

2018
- Най-добра поддържаща актриса – Меган Мълали (Карън Уокър)
- Най-добра гостуваща актриса – Моли Шанън (Вал)

### Златен глобус
Номинации (27)
2000
- Най-добър поддържащ актьор – Шон Хейс (Джак Макфарланд)
- Най-добър актьор – Ерик Маккормак (Уил Труман)
- Най-добра актриса – Дебра Месинг (Грейс Адлър)
- Най-добър комедиен сериал

2001
- Най-добър поддържащ актьор – Шон Хейс (Джак Макфарланд)
- Най-добър актьор – Ерик Маккормак (Уил Труман)
- Най-добра поддържаща актриса – Меган Мълали (Карън Уокър)
- Най-добра актриса – Дебра Месинг (Грейс Адлър)
- Най-добър комедиен сериал

2002
- Най-добър поддържащ актьор – Шон Хейс (Джак Макфарланд)
- Най-добър актьор – Ерик Маккормак (Уил Труман)
- Най-добра поддържаща актриса – Меган Мълали (Карън Уокър)
- Най-добра актриса – Дебра Месинг (Грейс Адлър)
- Най-добър комедиен сериал

2003
- Най-добър поддържащ актьор – Шон Хейс (Джак Макфарланд)
- Най-добър актьор – Ерик Маккормак (Уил Труман)
- Най-добра поддържаща актриса – Меган Мълали (Карън Уокър)
- Най-добра актриса – Дебра Месинг (Грейс Адлър)
- Най-добър комедиен сериал

2004
- Най-добър поддържащ актьор – Шон Хейс (Джак Макфарланд)
- Най-добър актьор – Ерик Маккормак (Уил Труман)
- Най-добра поддържаща актриса – Меган Мълали (Карън Уокър)
- Най-добра актриса – Дебра Месинг (Грейс Адлър)
- Най-добър комедиен сериал

2005
- Най-добър поддържащ актьор – Шон Хейс (Джак Макфарланд)
- Най-добра актриса – Дебра Месинг (Грейс Адлър)
- Най-добър комедиен сериал

2018
- Най-добър комедиен сериал
- Най-добър актьор – Ерик Маккормак (Уил Труман)

## В България
В България първи сезон на сериала е излъчен по Нова ТВ, започвайки на 10 януари 2005 г. с разписание всеки делник от 22:30 и завършва на 10 февруари. На 17 януари няма излъчен епизод. Втори сезон също е излъчен.
През 2008 г. повторенията на сериала започват по Fox Life. През 2009 г. се излъчват премиерите на трети, четвърти, пети и шести сезон. На 5 ноември 2010 г. започва седми сезон, всеки петък от 21:55 по два епизода. Осми сезон започва на 28 януари 2011 г. На 20 април 2019 г. започва девети сезон, всяка събота и неделя от 22:55 по четири епизода. На 4 май започва десети сезон и приключва на 18 май. На 27 август 2020 г. започва единайсети сезон, всеки четвъртък от 22:00 по два епизода.
На 11 май 2019 г. започва повторно по Кино Нова, всяка събота и неделя от 18:00 по два епизода. Дублажът е този на студио Доли с първия състав за Fox Life.
На 3 януари 2022 г. започва девети сезон по bTV Comedy, всеки делник от 20:00. На 13 януари започва десети сезон и завършва на 25 януари. По-късно е излъчен и единайсети сезон.
В първи и втори сезон дублажът е на Арс Диджитал Студио, а от трети е на студио Доли. Ролите се озвучават от Христина Ибришимова (Грейс), Йорданка Илова (Карън), Светозар Кокаланов (Уил), Пламен Манасиев (Джак) в първи сезон и Иван Танев (Джак) от втори до осми сезон. От девети до единайсети сезон целият състав е сменен и ролите се озвучават от Татяна Захова (Грейс), Гергана Стоянова (Карън), Симеон Владов (Уил), Камен Асенов (Джак) и Васил Бинев.
За излъчванията по bTV Comedy дублажът е на Саунд Сити Студио. Ролите се озвучават от Мими Йорданова, София Джамджиева в девети и десети сезон, Албена Павлова в единайсети, Чавдар Монов, Камен Асенов, Николай Върбанов в девети и десети и Георги Тодоров в единайсети.